# Margo Walters
Margo Lee Walters, coniugata McDonald (St. Anthony, 11 marzo 1942 – 3 luglio 2024), è stata una sciatrice alpina e dirigente sportiva statunitense.

## Biografia
Sciatrice polivalente con maggior propensione alle prove veloci originaria di Bear Gulch, Margo Walters entrò nella nazionale statunitense juniores nel 1957 e debuttò in campo internazionale in occasione della Roch Cup 1959 (Aspen, 6-8 marzo), dove si classificò 12ª nella discesa libera, 9ª nello slalom gigante, 12ª nello slalom speciale e 9ª nella combinata; nel 1963 si piazzò 3ª nella discesa libera della Harriman Cup (Sun Valley, 29-31 marzo) e l'anno dopo ai IX Giochi olimpici invernali di Innsbruck 1964, sua unica presenza olimpica e iridata, fu 21ª nella discesa libera del 6 febbraio, la sola gara nella quale prese il via. Si congedò dalle competizioni in occasione della High Sierra Cup 1966 (Heavenly Valley, 1-3 aprile) e dopo il ritiro fu direttrice esecutiva della Intermountain Ski Association dal 1967 al 1970.

## Palmarès

### Campionati statunitensi
- 4 medaglie (dati parziali):
  - 2 ori (slalom gigante, slalom speciale nel 1960[6])
  - 2 bronzi (combinata nel 1960[6]; discesa libera nel 1966[7])